# Тунельне
Туне́льне (до 1948 року — Кучю́к-Орта́-Мама́й; крим. Küçük Orta Mamay) — село Євпаторійського району Автономної Республіки Крим.
Відстань від райцентру до населеного пункта становить 12 кілометрів по прямій.